# Venray (gemeente)

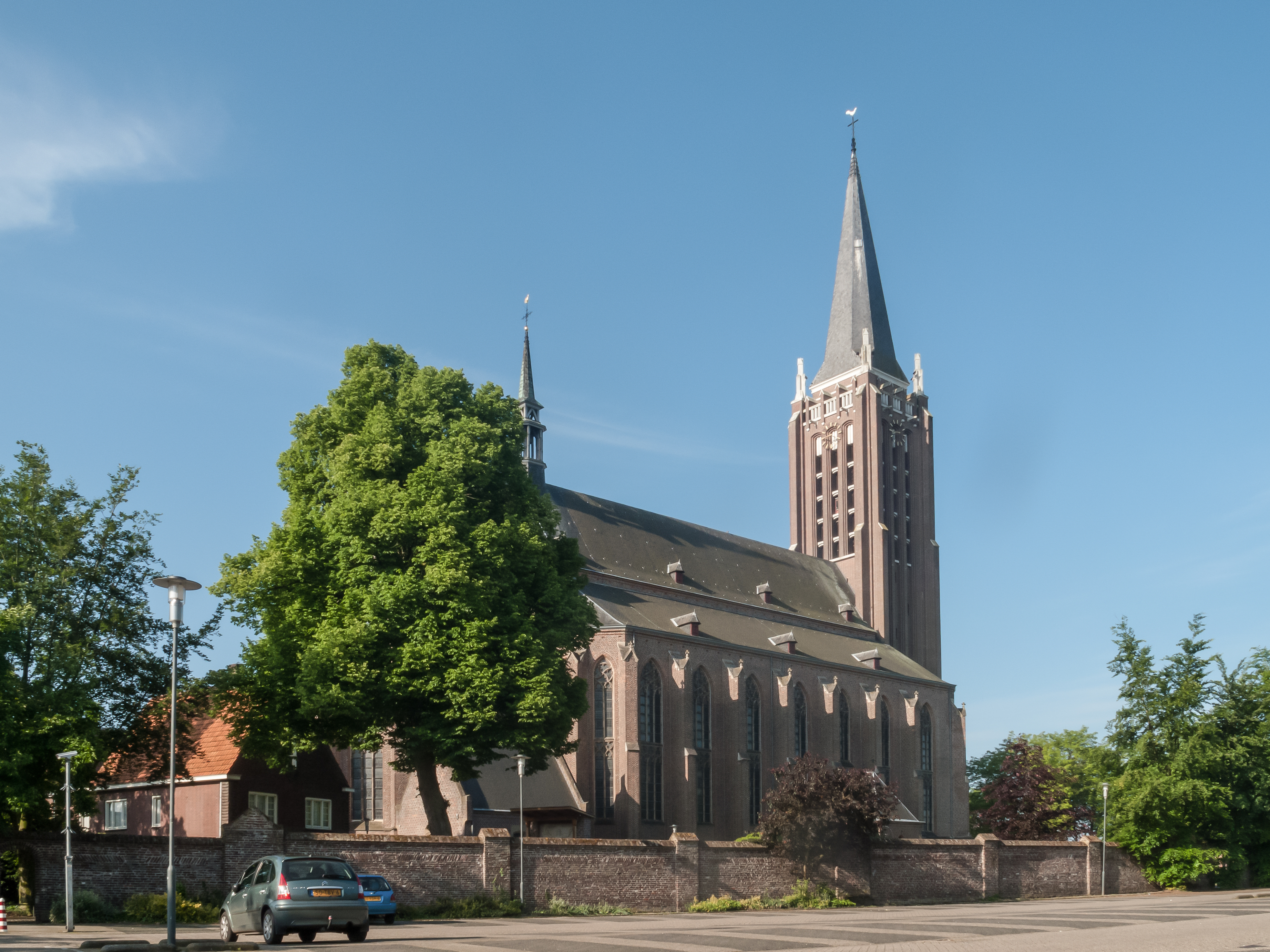
De Sint Petrus' Bandenkerk.

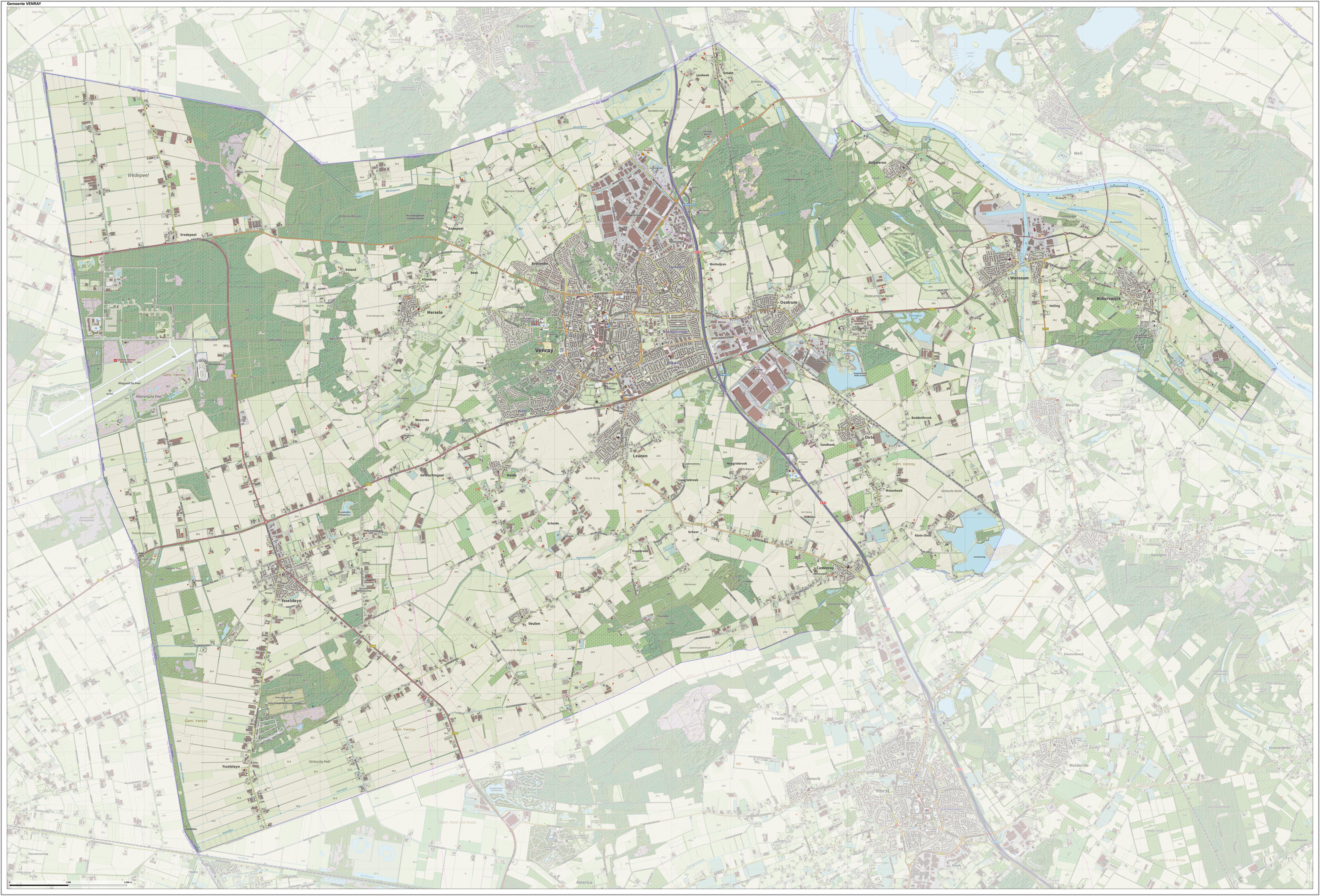
Topografische gemeentekaart van Venray, september 2022

Venray (uitspraakⓘ) is een gemeente (Venrays: Venroj of Rooj) in Nederlands Limburg. De gemeente telt 44.662 inwoners (22 november 2024, bron: CBS) en heeft een oppervlakte van 165 km². De kern Venray ligt 36 kilometer ten zuiden van Nijmegen en 22 kilometer ten noordwesten van Venlo. Sinds 1 januari 2010 vormt Venray een plattelandsgemeente met een stedelijke kern en daaromheen dertien dorpskernen. In de stedelijke kern wonen ongeveer 30.000 mensen. De overige 13.500 inwoners wonen in de dertien dorpen (variërend van 200 tot ruim 2000 inwoners per dorp). Venray is na Venlo de tweede stedelijke kern van Noord-Limburg en de plaats speelt een vooraanstaande rol in de regio. De legerbasis Luitenant-generaal Bestkazerne is gevestigd in Venray. 

## Kernen
De gemeente Venray bestaat uit de volgende officiële kernen:
Per 1 januari 2010 zijn Wanssum, Geijsteren en Blitterswijck toegevoegd aan de gemeente Venray naar aanleiding van de gemeentelijke herindeling van de voormalige gemeente Meerlo-Wanssum.Ten noordoosten van Venray ligt het natuurgebied Boschhuizerbergen.

### Bestuurlijke indeling
- Venray
  - Venray
    - Venray-Centrum
    - Venray-Oost
    - Venray-West
    - Vlakwater
      - Hiept

    - Veltum
      - Kulut

    - Brukske
      - De Brier

    - Landweert
      - Keizersveld

    - Smakterheide
    - Brabander
      - Brabander (buurtschap)
      - Loobeek (buurtschap)

    - Sint-Antoniusveld

  - Overige kernen
    - Oostrum
      - Boshuijzen (buurtschap)

    - Ysselsteyn
    - Leunen
      - Laagriebroek (buurtschap)
      - Overbroek (buurtschap)
      - Scheide (buurtschap)
      - Schoor (buurtschap)

    - Wanssum
    - Oirlo
      - Boddenbroek (buurtschap)
      - Hoogriebroek (buurtschap)
      - Molenhoek (buurtschap)
      - Zandhoek (buurtschap)

    - Blitterswijck
    - Merselo
      - Beek (buurtschap)
      - Endepoel (buurtschap)
      - Haag (buurtschap)
      - Kleindorp (buurtschap)
      - Weverslo (buurtschap)

    - Castenray
      - Klein-Oirlo (buurtschap)
      - Schoor (buurtschap)

    - Veulen
    - Heide
    - Geijsteren
    - Vredepeel
    - Smakt

## Politiek en bestuur

### Gemeenteraad
De gemeenteraad van Venray bestaat uit 27 zetels. Hieronder de behaalde zetels per partij bij de gemeenteraadsverkiezingen sinds 1998:
| Partij                                        | 1998 | 2002 | 2006 | 2009   | 2014 | 2018 | 2022 |
| --------------------------------------------- | ---- | ---- | ---- | ------ | ---- | ---- | ---- |
| VENRAY Lokaal                                 | -    | -    | -    | -      | -    | 5    | 7    |
| CDA                                           | 10   | 8    | 7    | 10     | 9    | 9    | 6    |
| VVD                                           | 3    | 3    | 2    | 2      | 2    | 2    | 4    |
| D66                                           | 2    | -    | -    | -      | 3    | 3    | 3    |
| Samenwerking Venray                           | 2    | 5    | 5    | 4      | 3    | 3    | 3    |
| SP                                            | -    | -    | 2    | 2      | 4    | 4    | 2    |
| PvdA                                          | 4    | 4    | 6    | 4      | 1    | 1    | 1    |
| GroenLinks                                    | -    | -    | -    | -      | -    | -    | 1    |
| Plaatselijk Progressief in het Kwadraat (PP2) | -    | -    | -    | 4      | 3    | -    | -    |
| inVENtief Venray                              | -    | -    | 1    | 1      | 2    | -    | -    |
| Lokaal Actief                                 | -    | -    | 2    | -      | -    | -    | -    |
| Fractie Van de Vorle                          | 4    | 5    | -    | -      | -    | -    | -    |
| Totaal                                        | 25   | 25   | 25   | 27     | 27   | 27   | 27   |
| Opkomst                                       |      |      |      | 44,70% |      |      |      |

### College van B&W
Het college van burgemeester en wethouders (sinds 31 mei 2022):
| Naam              | Functie            | Partij              | Taken                                                                                           |
| ----------------- | ------------------ | ------------------- | ----------------------------------------------------------------------------------------------- |
| Michiel Uitdehaag | Burgemeester       | D66                 | Algemeen bestuur en Veiligheid                                                                  |
| Jan Jenneskens    | Wethouder          | D66                 | Wonen, Organisatieontwikkeling, Bedrijfsvoering                                                 |
| Wim de Schryver   | Wethouder          | VVD                 | Economie en Kennisinfra, Financiën, Kunst & Cultuur                                             |
| Martin Leenders   | Wethouder          | Samenwerking Venray | Sociaal domein: WMO, Jeugdzorg, Participatie, Armoedebeleid, Integratie, Volksgezondheid, Sport |
| Erik van Daal     | Wethouder          | VENRAY Lokaal       | Duurzaamheid, Bestuurlijke vernieuwing, Toezicht & Handhaving en Openbare ruimte                |
| Daan Janssen      | Wethouder          | D66                 | Ruimtelijke ontwikkeling, Natuur & Water, Vastgoed en Onderwijs                                 |
| Evert Voorn       | Gemeentesecretaris |                     | Algemeen directeur van de ambtelijke organisatie en de eerste adviseur van het college van B&W  |

## Media
- Omroep Venray, publieke lokale omroep (radio en televisie)
- Peel en Maas, nieuwsblad voor Venray en omgeving
- Peel en Maas TV, commerciële lokale omroep

## Onderwijs in Venray
Basisscholen:
- Coninxhof
- De Estafette
- De Focus (speciaal onderwijs)
- De Hommel (Dalton)
- De Keg (jenaplan)
- De Kruudwis
- De Petrus' Banden school
- De Bongerd
- Montessorischool (per september 2009)
- de Klimboom (per 2015) (de Landweert en Vlaswei zijn samengegaan)

Middelbaar onderwijs:
- Raayland College

Middelbaar beroepsonderwijs:
- ROC Gilde Opleidingen

## Aangrenzende gemeenten
| Aangrenzende gemeenten | Aangrenzende gemeenten | Aangrenzende gemeenten | Aangrenzende gemeenten | Aangrenzende gemeenten |
| ---------------------- | ---------------------- | ---------------------- | ---------------------- | ---------------------- |
| Gemert-Bakel (NB)      |                        | Land van Cuijk (NB)    |                        | Bergen                 |
|                        |                        |                        |                        |                        |
|                        |                        |                        |                        |                        |
|                        |                        |                        |                        |                        |
| Deurne (NB)            |                        |                        |                        | Horst aan de Maas      |

## Monumenten
In de gemeente zijn er een aantal rijksmonumenten en oorlogsmonumenten, zie:
- Lijst van rijksmonumenten in Venray (gemeente)
- Lijst van gemeentelijke monumenten in Venray
- Lijst van oorlogsmonumenten in Venray

## Gemeentelijke erepenning in goud (ereburgerschap)
De gemeentelijke erepenning in goud, en het daaraan verbonden ereburgerschap, is in de geschiedenis van de gemeente tot 2018 twee keer uitgereikt:
- in 1972 aan vertrekkend gemeentesecretaris Henk Vorst;
- op 11 november 2018 aan mgr. Harrie Smeets, bisschop-elect van het bisdom Roermond; bij zijn afscheid als pastoor-deken van Venray.[2][3]